# Eriogonum turneri
Eriogonum turneri är en slideväxtart som beskrevs av James Lauritz Reveal. Eriogonum turneri ingår i släktet Eriogonum och familjen slideväxter. Inga underarter finns listade i Catalogue of Life.